# 타마라 드 트류스
타마라 드 트류스(Tamara De Treaux, 1959년 10월 21일 ~ 1990년 11월 28일)는 미국의 배우, 영화배우이다.
캘리포니아주에서 태어났으며 노스할리우드에서 사망하였다. 포리스트 론 메모리얼 파크에 매장되었다.

## 영화
- 테드 & 비너스 (1991년)
- 루시는 마술사 (1991년)
- 락쿨라 (1990년)
- 굴리스 (1985년)
- 돈 비 어프레이드 오브 더 다크 (1973년)